# Саковський Григорій Андрійович
Григорій Андрійович Саковський (26 квітня 1953, с. Ясногородка, Київська область — 19 листопада 2020) — український військовослужбовець, доктор військових наук, генерал-лейтенант запасу Збройних сил України. Кавалер ордена «За заслуги» III ступеня (2007), лицар ордена Богдана Хмельницького III ступеня (2016).

## Життєпис
Закінчив Київське вище загальновійськове командне училище (1975), загальновійськовий факультет Військової академії ім. М. Фрунзе (1984), факультет підготовки фахівців оперативно-стратегічного рівня Академії Збройних Сил України (2000).
Службу розпочав командиром танкового взводу. У 1975—1981 роках командир мотострілецької роти, начальник штабу — заступник командира мотострілецького батальйону 47-ї мотострілецької дивізії.
Згодом начальник штабу мотострілецького полку, командир мотострілецького полку у військах Туркестанського військового округу.
У 1992 році був начальником відділу загальновійськової підготовки у штабі Північної групи військ.
1992—1994 — начальник штабу 30-ї механізованої дивізії, потім командир 17-ї танкової дивізії.
1996—1998 — заступник командира 6-го армійського корпусу.
Після закінчення Академії Збройних сил України став начальником катедри Національної академії оборони України.
З 2002 — командувач 32-го армійського корпусу.
2003—2004 — заступник Головнокомандувача Військово-морських сил Збройних сил України — начальник військ берегової оборони Військово-морських сил Збройних сил України.
2004—2006 — заступник начальника Генерального штабу Збройних сил України.
2006–2009 — перший заступник командувача Сухопутних військ Збройних сил України.
З 2009 — заступник начальника Генерального штабу Збройних сил України.
2013-го звільнений у запас. Відтоді працював провідним науковим співробітником Центрального науково-дослідного інституту Збройних сил України.

## Нагороди
- орден «За заслуги» III ступеня (4 грудня 2007) — за вагомий особистий внесок у зміцнення обороноздатності і безпеки України, зразкове виконання військового обов'язку, високий професіоналізм та з нагоди 16-ї річниці Збройних Сил України[3];
- орден Богдана Хмельницького III ступеня (12 жовтня 2016) — за вагомий особистий внесок у зміцнення обороноздатності Української держави, мужність, самовідданість і високий професіоналізм, виявлені під час бойових дій та при виконанні службових обов'язків[4].